# Championnats panaméricains de taekwondo
Les Championnats panaméricains de taekwondo sont des championnats panaméricains généralement organisés tous les deux ans pour départager les meilleurs taekwondoïstes du 
continent américain. La première édition a eu lieu en 1978 à Mexico.

## Éditions
| #   | Année | Ville hôte       | Pays                   |
| --- | ----- | ---------------- | ---------------------- |
| 1re | 1978  | Mexico           | Mexique                |
| 2e  | 1982  | Ponce            | Porto Rico             |
| 3e  | 1984  | Paramaribo       | Suriname               |
| 4e  | 1986  | Guayaquil        | Équateur               |
| 5e  | 1988  | Lima             | Pérou                  |
| 6e  | 1990  | Bayamón          | Porto Rico             |
| 7e  | 1992  | Colorado Springs | États-Unis             |
| 8e  | 1994  | Heredia          | Costa Rica             |
| 9e  | 1996  | La Havane        | Cuba                   |
| 10e | 1998  | Lima             | Pérou                  |
| 11e | 2000  | Oranjestad       | Aruba                  |
| 12e | 2002  | Quito            | Équateur               |
| 13e | 2004  | Saint-Domingue   | République dominicaine |
| 14e | 2006  | Buenos Aires     | Argentine              |
| 15e | 2008  | Caguas           | Porto Rico             |
| 16e | 2010  | Monterrey        | Mexique                |
| 17e | 2012  | Sucre            | Bolivie                |
| 18e | 2014  | Aguascalientes   | Mexique                |
| 19e | 2016  | Queretaro        | Mexique                |
| 20e | 2018  | Spokane          | États-Unis             |
| 21e | 2021  | Cancún           | Mexique                |
| 22e | 2022  | Punta Cana       | République dominicaine |